# Hoot
Hoot is een film uit 2006 onder regie van Wil Shriner. De film is gebaseerd op een boek van Carl Hiaasen. De film werd opgenomen toen de orkaan Katrina de Verenigde Staten teisterde.

## Verhaal
Roy Eberhardt verhuist van Montana naar Florida en maakt de vergissing iedereen van zijn afkomst te informeren. Om die reden wordt hij gepest. Dit kan hij niet goed hebben, maar weet bevriend te raken met Beatrice Leep en haar stiefbroer Mullet Fingers. Hier proberen ze een groep bedreigde uilen te redden van hun ondergang.

## Rolverdeling
- Logan Lerman - Roy Eberhardt
- Cody Linley - Mullet Fingers
- Brie Larson - Beatrice Leep
- Luke Wilson - Delinko
- Tim Blake Nelson - Curly
- Neil Flynn - Mr. Eberhardt
- Kiersten Warren - Mrs. Eberhardt
- Robert Wagner - Burgemeester Grandy
- Clark Gregg - Muckle